# Phare de Viareggio (1993)
Le nouveau phare de Viareggio (en italien : Faro di Viareggio) est un phare actif situé à l'entrée du port de Viareggio (province de Lucques), dans la région de Toscane en Italie. Il est géré par la Marina Militare.

## Histoire
Le nouveau phare, mis en service en 1993, est situé au début du brise-lames du port de Viareggio. Il remplace l'ancien phare y avait été construit en 1863 sur la rive du canal Burlamacca. Il est à environ 600 m au sud-ouest du vieux phare. Relié au réseau électrique il est entièrement automatisé.
Il possède un Système d'identification automatique pour la navigation maritime.

## Description
Le phare  est une haute tour circulaire de 32 m de haut, avec galerie et lanterne. La tour est totalement peinte en blanc. Il émet, à une hauteur focale de 230 m, un éclat blanc d'une seconde toutes les 5 secondes. Sa portée est de 24 milles nautiques (environ 44 km) pour le feu principal et 18 milles nautiques (environ 33 km) pour le feu de veille.
Identifiant : ARLHS : ITA-292 ; EF-1868 - Amirauté : E1340 - NGA : 7856 .

## Caractéristiques dufeu maritime
Fréquence : 5 s (W)
- Lumière : 0.2 seconde
- Obscurité : 4.8 secondes

|          |
| Le phare |

|                   |
| Port de Viareggio |

### Lien connexe
- Liste des phares de l'Italie